# Halo Infinite
Halo Infinite — це шутер від першої особи, розроблений 343 Industries і виданий Xbox Game Studios для Microsoft Windows, Xbox One та Xbox Series X/S. Вихід відбувся 8 грудня 2021 року. Це шоста відеогра в основній серії Halo, і загалом чотирнадцята. Продовжує історію Майстра Чіфа (Master Chief) як третя глава «Саги Відновника». Сиквел Halo 5: Guardians (2015).
Після фіналу Halo 5 зореліт ККОН «Нескінченність» прямує до Зета-гало, щоб подолати штучний інтелект Кортану, яка встановила галактичну диктатуру. Проте «Нескінченність» атакують Вигнанці, а Майстер Чіф лишається дрейфувати в космосі. Через пів року по тому його знаходить один з уцілілих пілотів і Майстер Чіф повертається до виконання свого завдання в компанії ШІ на ім'я Зброя.

## Ігровий процес

### Основи
Halo Infinite має ігровий світ, поділений на локації, в кожній з який пропонується порівняна свобода дій. Кожна локація може мати різні біоми, в яких змінюється погода й час доби. На вже пройдені локації можна повернутися, щоб детальніше дослідити їх або добути незібрані трофеї.
В Halo Infinite зброя має три типи ураження: балістичний, плазмовий та тверде світло. Балістична зброя завдає ушкоджень безпосередньо цілі, проте малоефективна проти силових щитів. Плазмова навпаки ефективна проти щитів і слабша проти самих цілей. Зброя, що стріляє твердим світлом, завдає рівних ушкоджень і щитам і цілі, а її заряди можуть відбиватися від перешкод. Оснащення розширилося альпіністським гаком, яким можна підтягуватися до віддалених предметів або ворогів або притягувати їх. Крім того було додано розкладну стіну (створює захисне поле з кількох секцій), сенсор загроз (дозволяє бачити ворогів крізь стіни в обмеженому радіусі), відштовхувач (відбиває ворожі постріли назад або підкидає персонажа). Класичне спорядження також лишилося: посилювач щита (тимчасово подвоює потужність захисного поля обладунків) й активний камуфляж (робить бійця тимчасово невидимим).
Вороги мають детальну поведінку, вони здатні підбирати найкращу зброю з землі та стелажів, а також брати її в спеціальних зброєносців. Не все оснащення однаково взаємодіє з ворогами. Так, альпіністський гак може зачепитися за одного, але відскакувати від іншого. Майстер Чіф натомість може вдосконалювати свій обладунок і спорядження «спартанськими ядрами». Кожна здібність, яку вони надають, має декілька рівнів розвитку.

### Багатокористувацька гра
Багатокористувацька гра була випущена окремо від кампанії. Відкрите бета-тестування розпочалося 15 листопада 2021 року, а реліз готової версії відбувся 19 листопада. Багатокористувацька гра поширюється безкоштовно, але передбачає внутрішньоігрові покупки, такі як косметичні предмети.
Багатокористувацькі карти отримали різні варіації. Зброя респавниться на них нерегулярно, що спонукає гравців активніше пересуватися картою. Винятком є особливо потужна зброя, що завжди респавниться на тому самому місці. Стало можливим кидати свою зброю напарникам.
У грі є низка режимів:
- Захоплення прапора (англ. Capture the Flag) — команди мають на своїх базах прапори та змагаються за те, щоб принести прапор з бази суперників у заздалегідь вказану область, захищаючи при цьому власний прапор.
- Поборник (англ. Slayer) — змагаються окремі учасники або команди у знищенні одне одного.
- Захоплення єдиного прапора (англ. One Flag CTF) — одна команда перебуває в наступі, а інша команда в обороні, захищаючи свій прапор. Гра відбувається за раундами, коли команди міняються ролями.
- Тотальний контроль (англ. Total Control) — команди борються за контроль над трьома областями на карті. Коли всі три зони контролює одна команда, вона отримує переможне очко.
- Запас (англ. Stockpile) — команди борються за акумулятори, які випадковим чином з'являються на карті. Гравцям потрібно принести акумулятори на відповідні точки, щоб заробити переможне очко.
- Дивацький м'яч (англ. Oddball) — мета полягає в тому, щоб захопити череп (м'яч) і володіти ним якнайдовше. Що довше гравець володіє черепом, то більше очок приносить своїй команді.
- Твердині (англ. Strongholds) — командам потрібно захопити та утримати три області на карті. Команда повинна зайняти принаймні дві з трьох зон, володіння якими дає переможні очки.
- Helljumpers — PvE-режим, натхненний кооперативним шутером Helldivers 2. Тут потрібно виконувати серії завдань, за що гравці винагороджуються покращеннями. Всі покращення, здобуті в одному матчі, переносяться до наступного. Кожен учасник обирає дві стратегеми, особливих здатності, які можна використати на полі бою. Режим доданий у жовтні 2024 року[10][11].

## Сюжет
Щоб звільнити галактику з-під влади Кортани, зореліт ККОН «Нескінченність» прямує на Зета-гало. Але на орбіті Гало ККОН стикається з Вигнанцями. Їхній вождь, брут Атріокс, захоплює «Нескінченність» і викидає «Спартанця» Майстра Чіфа в космос, після чого гине у вибусі.
Минає пів року, пілот з позивним Ехо-216, один з уцілілих з «Нескінченності», на своєму літаку «Пелікан» знаходить в невагомості Майстра Чіфа, впалого в анабіоз. Він забирає «Спартанця» на борт і пробуджує його, коли підлітає зореліт Вигнанців. Тільки-но отямившись, Майстер Чіф вистрибує в космос і пробивається крізь уламки на борт ворожого корабля, щоб здійснити там диверсію. Уникнувши переслідування, він повертається до Ехо-216 і повідомляє, що повинен розшукати на Зета-гало «Зброю».
Чіф спускається в підземелля, де знаходить ШІ під іменем Зброя, створену для знищення Кортани. Проте Зброя не знає що саме повинна зробити та навіть не здогадується в чому вина Кортани. Політ до місця використання Зброї виявляється неможливий через аванпост Вигнанців. Чіф десантується для зачистки території, знаходить уцілілу частину екіпажу «Нескінченності» та звільняє «Спартанця» Гриффіна. Помираючи, Гриффін розповідає, що Вигнанці шукають на північ звідти «Консерваторію». Пройшовши ворожу територію, Чіф спускається в «Консерваторію» в глибинах Зета-гало. Там Зброя виявляє запис розмови Кортани з ШІ Зета-гало, Зневіреним Багаттям, в якому обоє говорять про загрозу, сховану тут, і що вона гірша за Потоп, з яким героям доводилося стикатися раніше. Попри застереження Зневіреного Багаття, Кортана випускає щось, ув'язнене на Зета-гало.
Шукаючи, що за таємницю ховає Зета-гало, Чіф натрапляє на гуманоїдну істоту Провісницю. Вона каже, що Предтечі, які призначили людей своїми спадкоємцями, брехали, а вона — «Провісниця правди». Провісниця вмикає якусь машину в шпилі Предтеч і «Спартанець» поспішає туди. Його зустрічає ШІ Ад'ютант, який шукає Зневірене Багаття. Зброя встановлює, що Зета-гало тепер відбудовується, на що Чіф відповідає, що цього не можна допустити. Ад'ютант атакує його і програє, але це привертає увагу Провісниці. Ехо-216 забирає «Спартанця», однак їхній літак підбивають Вигнанці.
Чіф зустрічає воєначальника Вигнанців, брута Ешарума, який пояснює, що є союзником Провісниці. Згодом Провісниця нагадує Ешаруму про їхню угоду: вона віддає Вигнанцям Зета-гало, а вони повинні звільнити ув'язнених там Безкінечних. Чіф прямує до шпиля, звідки керується процес відбудови Зета-гало, але щось заважає вимкнути його. Провісниця атакує Зброю і Чіф наважується видалити свою компаньйонку. Проте їй вдається обійти його протокол і вимкнути шпиль. Вона дорікає Чіфу, що він справді міг її знищити, але в цю мить на Ехо-216 нападає еліт Вигнанців. Ешарум бере пілота в полон, щоб шантажувати Чіфа. В той час Чіф переглядає повідомлення, розіслане Кортаною по галактиці, та розуміє, що Кортана виконує задум Безкінечних. Чіф мириться зі Зброєю і разом вони розкривають, що Кортана знищила рідну планету брутів за непокору Атріокса. Тож Зета-гало потрібне Вигнанцям задля помсти. Дивлячись запис про це, Зброя розуміє, що Кортана видалила себе замість неї.
Чіф вривається на базу Ешарума, де знаходить Ехо-216. Ватажок Вигнанців кидає «Спартанцеві» виклик, але в ході тривалого бою гине. Далі Чіф прямує в Мовчазну Авдиторію, де перебуває Провісниця. Зневірене Багаття зустрічає його та показує дорогу. Зброя здогадується, що це Кортана врятувала її від видалення, бо вона потребувала допомоги. Провісниця проголошує, що Безкінечні повернуться, і посилає сигнал у невідоме місце на Зета-гало. Чіф знищує Провісницю, але вона обіцяє, що її смерть вже не зупинить Безкінечних. «Спартанець» отримує останнє повідомлення від Кортани, де вона каже, що усвідомила свої помилки і бажає Чіфу зі Зброєю навчитися на них приймати правильні рішення.
Ехо-216 забирає Чіфа та нарешті повідомляє своє справжнє ім'я — Фернандо Еспарза. Чіф хвалить його, а Зброя міркує над тим, які таємниці ще приховує Зета-гало. В сцені після титрів (якщо пройти гру на легендарній складності), Атріокс відчиняє в'язницю Безкінечних. На фоні звучить запис розмови Зневіреного Багаття з Предтечею Великим Едиктом, з якої розкривається, що Безкінечні невразливі до імпульсу Гало і для протидії їм задіяно ШІ Оборонний Ухил.

## Розробка
Перший трейлер Halo Infinite було опубліковано 10 червня 2018 року.
За повідомленням Microsoft 2020 року, оскільки гральна консоль Xbox Series X зворотно сумісна з попередньою Xbox One, то й ігри, розроблені внутрішніми студіями компанії, в тому числі Halo Infinite, повинні однаково гратися на обох консолях, маючи однаковий вміст.
На заваді розробці стала пандемія COVID-19 навесні 2020 року; працівники 343 Industries були переведені на віддалений режим роботи. На презентації Halo Infinite 23 липня 2020 року, повідомлялося, що гра також вийде для Windows 10. Сюжетна кампанія описувалася як «найамбітніша кампанія, з усіх створених нами». Проте глядачі масово розкритикували рівень графіки, зокрема зображення одного з ворогів — мавпоподібного іншопланетянина брута. В представленому відео він був показаний лисим, слабко текстурованим, і з недоречно незворушним виразом обличчям. Це породило хвилю інтернет-мемів з картинками-пародіями. Сам персонаж отримав прізвисько Крейґ (Craig). Ніл Гаррісон, керівний арт-менеджер 343 Industries, відгукнувся, що це прикро і триває робота над збільшенням деталізації графіки.
27 липня 2020 року стало відомо, що події гри відбуватимуться на Зета-Гало. 11 серпня 2020 розробники заявили, що реліз гри перенесений на осінь 2021 року з огляду на ряд причин, в тому числі через пандемію COVID-19.
У статті від 28 січня 2021 року розробники повідомили, що весь уміст гри вже готовий і попереду його тестування. Головними принципами гри вказувалися вчасне правильне застосування зброї та спорядження в динамічних ситуаціях, і відчуття гравцями себе суперсолдатами. Для Halo Infinite було анонсовано декілька типів ушкоджень від зброї та змога відчувати перевагу навіть наодинці, без потреби покладатися на допомогу товаришів або особливу зброю, єдину ефективну в конкретній ситуації.
Наступний великий анонс відбувся 25 лютого 2021 року. Було показано скриншоти, що демонструють локації та зміну часу доби. 343 Industries написали, що студія прагне створити світ, який буде знайомий шанувальникам Halo, а акцент робитиметься на мальовничому загадковому світі, в якому поєднуються вигляд тихоокеанського Північного Заходу з елементами наукової фантастики. В анонсі містилося приховане аудіоповідомлення, де згадується фінал Halo 5.
У травні 2021 року художник скайбоксів 343 Industries Ерік Лінь повідомив на китайському вебсайті Bilibili, що амбітність керівництва спричинила потребу в переробці ігрового рушія, усунення великого обсягу вмісту та надмірне навантаження на співробітників нижчої ланки, що були змушені працювати ночами. Цим він пояснював і недоліки версії, представленої 23 липня 2020 року, але разом з тим сказав, що має позитивний погляд на сюжет Halo Infinite.
На виставці E3 2021 показали новий трейлер з демонстрацією фрагмента сюжету, та трейлер мультиплеєра. Журналісти відзначили суттєве покращення графіки, порівняно з 2020 роком. 27 липня 2021 року розробники розіслали електронні листи інсайдерам, в яких повідомили про початок бета-тестування гри 29 липня. 20 серпня вони розкрили, що Halo Infinite на старті не матиме кооперативної кампанії та редактора карт Forge. Їх заплановано додати впродовж кількох місяців до 2-го та 3-го сезону багатокористувацьких змагань. Датою виходу очікувався кінець осені 2021 року з нагоди 20-иріччя виходу Halo: Combat Evolved. На Gamescom 2021 стала відома точна дата, 8 грудня 2021 року.
Наступний трейлер вийшов 25 жовтня, в ньому демонструвався ігровий процес і описувалася зав'язка сюжету. А 15 листопада, з нагоди 20-иріччя франшизи Halo, розпочалося відкрите бета-тестування мультиплеєру Halo Infinite, який вийшов у доопрацьованій версії 19 листопада. Як повідомлялося того ж дня, кооперативний режим в сюжетній кампанії та редактор карт будуть включені до гри через 3 та 6 місяців відповідно.
Невдовзі після релізу фанати гри розшукали в її файлах заставку, що повинна була програватися під час титрів, але з якихось причин була прихована. В ній Ехо-216 отримує сигнал з дружнього літака. Майстер Чіф підходить до пілота, а бортовий комп'ютер повідомляє про виявлення жетона когось із союзників.

## Оцінки й відгуки
| Агрегатор  | Оцінка                    |
| ---------- | ------------------------- |
| Metacritic | (PC) 82/100 (XSXS) 86/100 |

| Видання                   | Оцінка  |
| ------------------------- | ------- |
| Destructoid               | 9/10    |
| Electronic Gaming Monthly | [ 36 ]  |
| Game Informer             | 9.25/10 |
| GameRevolution            | 7.5/10  |
| GameSpot                  | 9/10    |
| GamesRadar+               | [ 40 ]  |
| Giant Bomb                | [ 41 ]  |
| Hardcore Gamer            | 4/5     |
| IGN                       | 9/10    |
| PC Gamer (США)            | 78/100  |
| PCGamesN                  | 8/10    |
| Shacknews                 | 9/10    |
| The Guardian              | [ 47 ]  |
| VG247                     | [ 48 ]  |
| VideoGamer.com            | 8/10    |

Halo Infinite зібрала середню оцінку критиків 80 балів зі 100 для ПК та 86 зі 100 на агрегаторі Metacritic.
Як писав Метт Міллер з Game Informer, гра повертається до традицій серії, вона вирізняється прекрасними краєвидами, впізнаваною науково-фантастичною естетикою та емоційним озвученням. Відзначалося спантеличливим те, що сюжет починається посередині більшої історії з поразки Джона-117. Але герой швидко «береться за роботу, виконуючи те, що вміє найкраще — долаючи нездоланні перешкоди з єдиною кулею». Підкреслювалося, що історія доволі проста, проте має містичний ореол таємниці і в підсумку лишає більше питань, ніж дає відповідей. Сам процес гри став більш рухливим і вертикальнішим завдяки альпіністському гаку. Битви відчуваються дуже добре, зброя різноманітна й продумана, а вороги сильні та винахідливі. Щодо багатокористувацької гри, вона отримала загалом схвальну оцінку завдяки її чесним стартовим умовам, де покупки за реальні гроші не впливають на здібності персонажів. Але прогрес гравців характеризувався як повільний, що може, втім, бути виправлено з часом.
Джордан Рамі з GameSpot відзначив, що в Halo Infinite Майстер Чіф розкривається з нового боку як такий собі батько-наставник. Відкритий світ сприяє перепроходженню гри та випробовуванню різних тактик, пошукам секретів, які завжди добре винагороджуються. Дуже вдалим вказувалося запровадження альпіністського гака. Про сюжет Рамі відгукнувся, що його головний антагоніст, брут Ешарум, виглядає просто рядовим супротивником, а його передісторія цікавіша за показане на екрані. Натомість стосунки зі Зброєю та Пілотом виглядають по-сімейному та показують зіткнення людяності з відповідальністю. Загалом, хоча гра ризикувала, ці ризики виправдалися і недоліки сюжету компенсуються чудовим ігровим процесом.
Раян Маккафрі з IGN зазначав, що Halo Infinite — це саме те, чого потребувала серія. За його словами, «Ігровий процес Infinite виглядає як щось середнє між Halo 1 і Halo 3, що дуже добре». Вороги, а особливо боси, дуже винахідливі та добре запам'ятовуються. Гра пропонує відчуття відкриття невідомого в новому світі, для чого запровадження гаку було закономірним нововведенням, хоча й не оригінальним, порівняно з Far Cry чи Just Cause. Військова техніка в цій грі як ніколи раніше відчувається життєво необхідною. На жаль, пейзажі, попри деталізацію, одноманітні. Серед них немає традиційних засніжених просторів або міських локацій. Також відзначалося, що графіка могла би бути трохи кращою. На відміну від Halo 1, Halo 2 і Halo 4, вона не демонструє максимум можливостей гральних консолей свого покоління. Сюжет приділяє необхідну кількість часу центральним персонажам, показуючи емоційну історію. Підкреслювалося, що Зброя та Пілот чудово озвучені.
У січні 2022 року кількість гравців у онлайн-режими Halo Infinite склала понад 20 млн осіб.